# Hatem Ben Arfa
Hatem Ben Arfa (in arabo حاتم بن عرفة‎?; Clamart, 7 marzo 1987) è un ex calciatore francese di origine tunisina, centrocampista o attaccante.

## Caratteristiche tecniche
Mancino, dotato di un buon controllo di palla, possedeva una grande tecnica e una buona velocità. Ha giocato gran parte della sua carriera come centrocampista offensivo o seconda punta ma è stato spesso schierato anche come ala o esterno di centrocampo. Peculiarità che lo contraddistinguevano erano le sue finte palla al piede, che gli permettevano di essere un pericoloso dribblatore. Spesso si rendeva protagonista di azioni in solitaria.
Considerato un grande talento da giovane, la sua carriera è stata fortemente limitata dagli infortuni.

## Carriera

### Club

#### Giovanili
Ben Arfa è cresciuto nelle giovanili del Clairefontaine prima e del Lione poi, da cui è stato acquistato nel 2002 e che l'ha fatto crescere prima di portarlo in prima squadra nel 2004. Il suo talento era già visibile fin da giovanissimo ma l'esser cresciuto accanto a calciatori del calibro di Malouda, Juninho e Govou lo ha fatto maturare in pochissimo tempo.

#### Olympique Lione
Ha debuttato in Ligue 1 il 6 agosto 2004 contro il Nizza (0-1 per il Lione). La crescita durante l'era Houllier è difficile a causa di contrasti con l'allenatore ed il presidente Jean-Michel Aulas. Nella stagione 2007-2008 con Alain Perrin in panchina Ben Arfa si rilancia diventando titolare e realizzando una serie di buone prestazioni. Mette a segno anche la sua prima doppietta in Ligue 1. Nei primi di novembre segna anche i suoi primi due gol in Champions League.

#### Olympique Marsiglia

##### 2008-2009
Il 25 giugno 2008 è stato acquistato dal Marsiglia firmando un contratto quadriennale. Nonostante l'ufficialità data dai club sorgono problemi sul trasferimento e il Lione comunica che il giocatore deve fare ritorno nella sua vecchia squadra. Il giocatore si rifiuta dichiarando di aver fatto una scelta di cuore accettando il trasferimento all'Olympique Marsiglia e di non voler tornare indietro. A seguito di un incontro tenutosi il 01-07-2008 sotto l'egida della LFP (Ligue Football Professionnel) a cui hanno preso parte Jean-Michel Aulas (presidente del Lione), Pape Diouf (presidente del Marsiglia) e il giocatore stesso i problemi vengono risolti e la LFP approva il trasferimento del giocatore.
Eric Gerets gli dà una nuova posizione in campo, quella del numero 10, vale a dire a ridosso degli attaccanti. Lo fa giocare sia dietro un solo attaccante in un 4-2-3-1 o dietro due punte in un 4-3-1-2, ciò non esclude il suo impiego come ala. Dopo un buon inizio di campionato tuttavia riemergono i problemi caratteriali del passato, infatti, dopo aver già avuto dei diverbi prima con Djibril Cissé per un intervento ritenuto troppo duro durante un allenamento nel pre-stagione (cosa che già gli era già accaduta nel Lione con Sébastien Squillaci) e poi con Modeste M'Bami durante il riscaldamento pre-partita di Marsiglia-Liverpool, si rifiuta di entrare in campo a partita iniziata contro il Paris Saint-Germain sostenendo di aver subito un infortunio, tuttavia la situazione rientra dopo le scuse del giocatore. Dopo questo incidente Ben Arfa ritorna a mostrare sul campo il suo grande talento mettendo a segno una buona prestazione contro il Saint-Etienne (un gol e due assist) e contro il PSV Eindhoven (due assist). Contro il Grenoble segna il primo gol dell'Olympique Marsiglia al quarto minuto, partita vinta dal Marsiglia per 3-0 grazie ai gol di Bakari Kone e Benoit Cheyrou. Termina quindi la sua stagione, alternando l'essere titolare e riserva.

##### 2009-2010

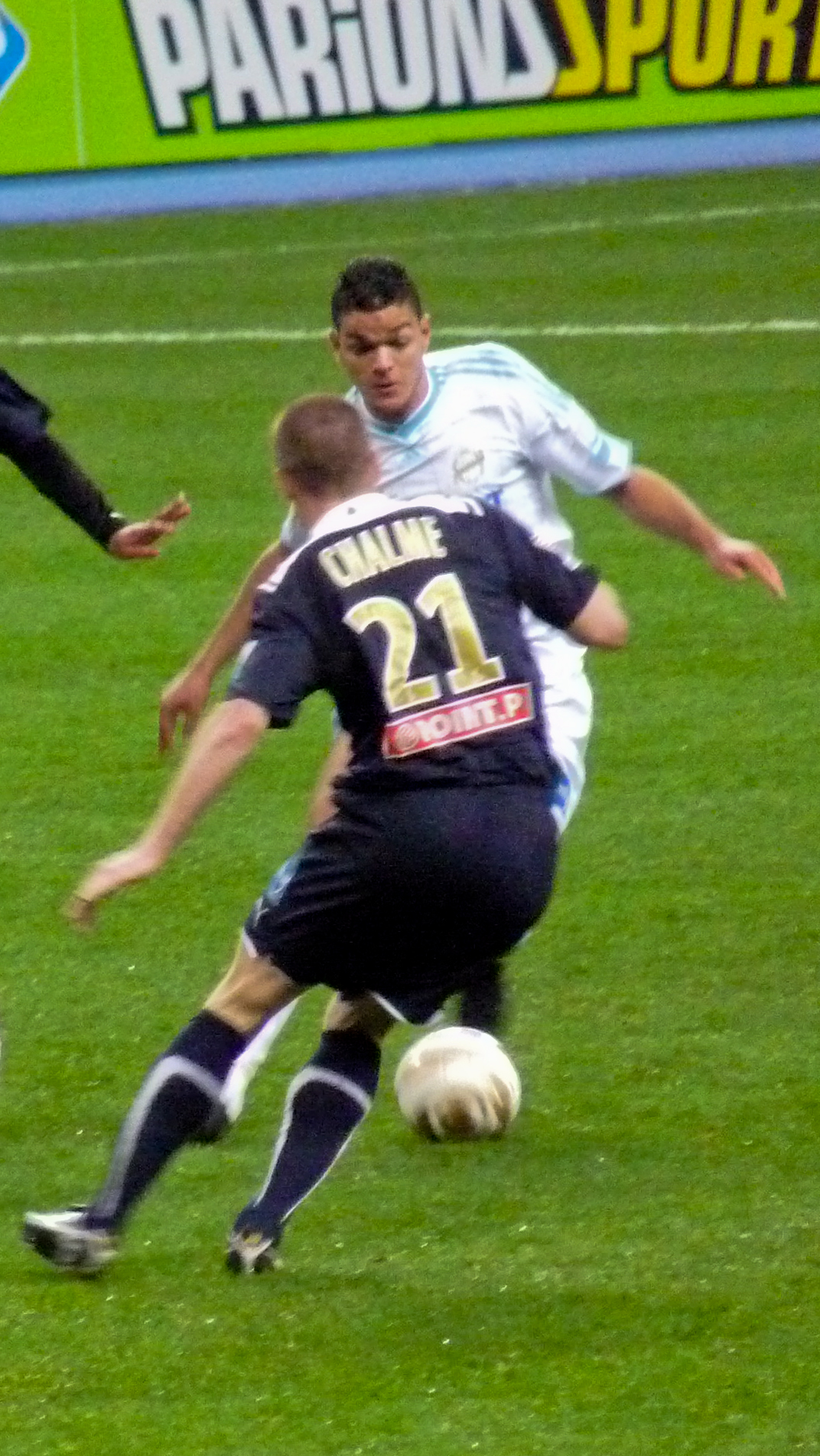
Ben Arfa con la maglia dell'Olympique Marsiglia nel 2010.

Nonostante un soddisfacente pre-stagione, e un inizio di stagione da titolare sotto la guida del nuovo allenatore Didier Deschamps, le sue performance a poco a poco calano e gli vengono preferiti Bakari Koné e Mathieu Valbuena. Nell'ottobre 2009 non si presenta ad un allenamento con la scusa di aver perso l'aereo. Il mese successivo ha un diverbio con Deschamps. Le sue prestazioni di inizio 2010 sono molto più convincenti. In Europa League grazie ad un suo gol di testa (il primo della sua carriera) contro i portoghesi del Benfica, l'Olympique Marsiglia riesce a strappare un pareggio (1-1 all'andata). Nel match di ritorno entra nei tempi supplementare con il Benfica che conduce 2-1, dopo appena 20 secondi dal suo ingresso in campo rifila un pestone ad un giocatore avversario che gli vale il rosso.
Grazie a delle buone prestazioni vince il titolo di miglior giocatore UNFP di febbraio. Il 27 marzo 2010 in finale di Coppa di Lega contro il Bordeaux è autore di un passaggio decisivo. Al termine della stagione il Marsiglia vince il campionato, per lui è il quinto personale in carriera dopo i 4 vinti col Lione. Questa stagione ha permesso a Ben Arfa di dimostrare che in qualsiasi momento è capace di modificare l'aspetto di una partita con i suoi lampi di genio, ciò nonostante, il numero di minuti giocati non è sufficiente per rivendicare un ruolo primario nel team dell'OM.

#### Newcastle
Il 28 agosto 2010 passa, con la formula del prestito oneroso, agli inglesi del Newcastle, neopromossi in Premier League.
Il suo primo gol con la nuova maglia arriva il 18 settembre 2010, con un tiro da venticinque metri in una partita contro l'Everton. Due settimane dopo è vittima di un terribile infortunio a causa di un tackle di Nigel de Jong, che gli provoca una doppia frattura di tibia e perone della gamba sinistra. Uscito in barella e con la maschera d'ossigeno, è stato trasportato immediatamente all'ospedale. Il 5 gennaio 2011 è stato riscattato dal Newcastle per 6 milioni di euro.

#### Prestito all'Hull City
Il 1º settembre 2014 viene ceduto in prestito all'Hull City, con cui disputa 9 partite senza mai andare a segno. Il 3 gennaio 2015 i Tigers decidono di terminare il prestito ed il giocatore fa quindi ritorno al Newcastle. Nello stesso giorno rescinde il suo contratto con i Magpies e firma un biennale con il Nizza, tuttavia il 14 gennaio la FIFA blocca il trasferimento poiché, da regolamento, un giocatore non può militare in tre squadre diverse nell'arco della stessa stagione.

#### Nizza
Il 27 maggio 2015 il Nizza annuncia l'ingaggio di Ben Arfa a partire dal 1º luglio 2015. Il campionato 2015-2016 è molto positivo per il giocatore, che diventa il leader della squadra e il beniamino dei tifosi grazie ad una serie di ottime prestazioni con numerosi gol e assist. Il 27 settembre 2015 realizza una rete prodigiosa ai danni del Saint-Etienne, superando in dribbling cinque avversari. Il 10 aprile 2016 segna una tripletta nella partita vinta 3-0 contro il Rennes. Il Nizza conclude la stagione al terzo posto in classifica, qualificandosi per il preliminare della Champions League, e Ben Arfa totalizza 17 gol personali. Al termine della stagione rimane svincolato.

#### Paris Saint-Germain
Il 1º luglio 2016 viene ingaggiato dal Paris Saint-Germain, firmando con i campioni di Francia un contratto biennale. Sceglie di indossare la maglia numero 21. Esordisce con la maglia dei parigini nella Supercoppa di Francia giocata a Klagenfurt contro il Lione, dove realizza il suo primo gol nel 4-1 con cui il PSG conquista il trofeo. Nonostante il buon impatto con la nuova maglia, Ben Arfa è presto escluso dalla formazione titolare dopo essere entrato in rotta di collisione con l'allenatore Emery. Chiude la prima stagione a Parigi raccogliendo 23 presenze in campionato e andando a segno 5 volte in Coppa di Francia.
Nella stagione 2017-2018 i rapporti con Emery peggiorano ulteriormente, al punto che Ben Arfa non sarà mai convocato e si allenerà con la squadra riserve fino a maggio. Terminata la stagione, rescinde il contratto con il PSG.

#### Rennes
Il 2 settembre 2018 firma un contratto con il Rennes. A seguito di un percorso in Europa League che ha visto la squadra bretone superare il turno ed eliminare il Betis e battere l'Arsenal 3-1 in casa, Ben Arfa alza il suo sedicesimo trofeo: la Coppa di Francia, eliminando in semifinale il Lione e in finale il PSG ai calci di rigore.

#### Real Valladolid, Bordeaux e Lille
Rimasto svincolato per qualche mese, il 28 gennaio 2020 si trasferisce al Real Valladolid, dove colleziona solo 5 presenze in campionato.
Terminato il contratto con gli spagnoli, resta di nuovo svincolato prima di firmare il 7 ottobre 2020 con il Bordeaux. A fine anno lascia i girondini.
Il 19 gennaio 2022 firma con il Lilla, successivamente il 1º luglio 2022 si svincola visto che non ha rinnovato il contratto con la squadra.
Dopo due anni da svincolato, si ritira dal calcio giocato all'età di 37 anni.

### Nazionale

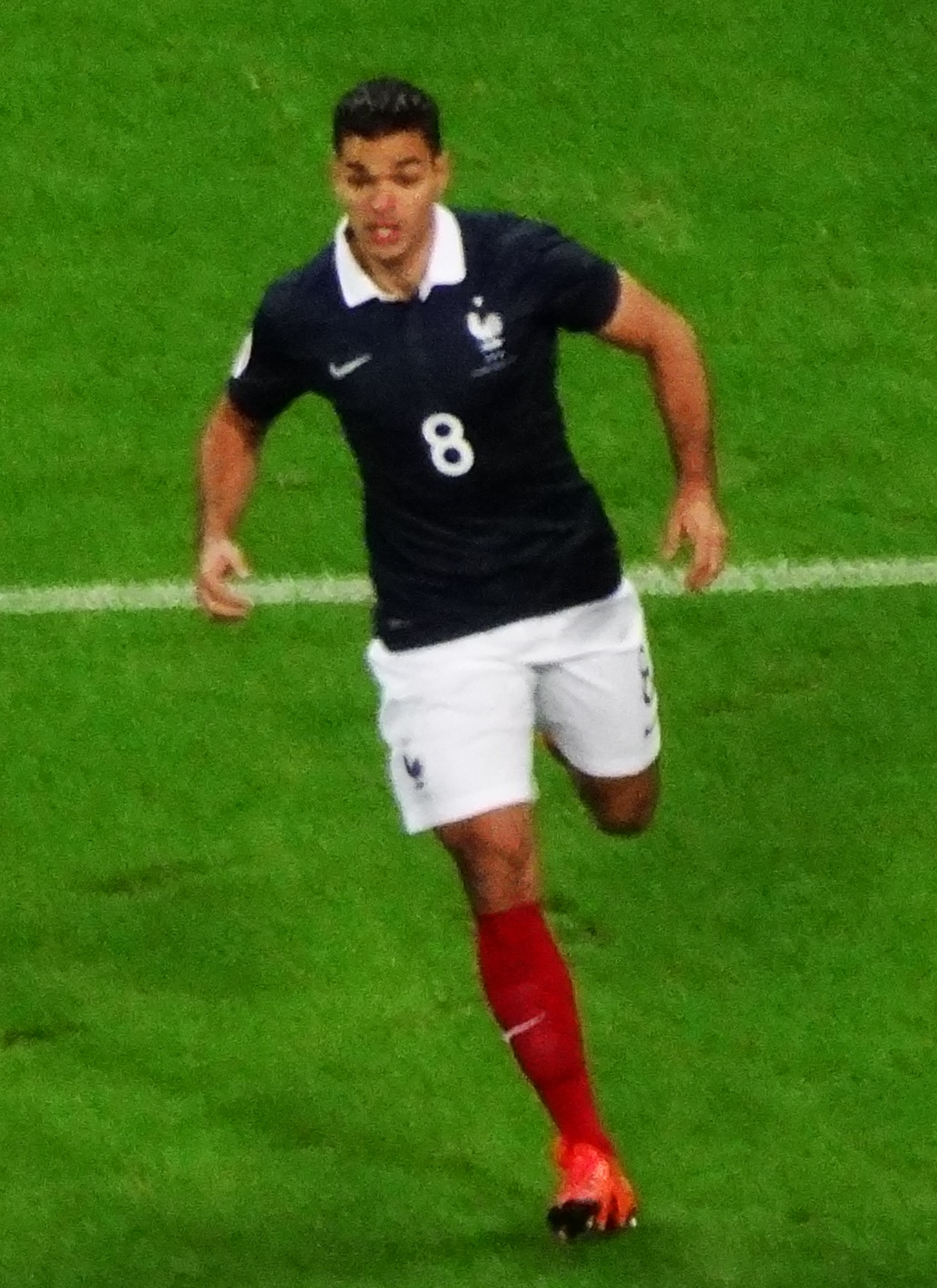
Ben Arfa con la maglia della Nazionale francese nel 2015.

Ben Arfa ha giocato in tutte le selezioni giovanili della Francia in cui milita insieme ad altre grandi speranze del calcio francese della sua generazione, come Samir Nasri, Jérémy Ménez e Karim Benzema.
Viene convocato per la prima volta in nazionale maggiore il 10 ottobre 2007 dall'allenatore Raymond Domenech a seguito del forfait di Louis Saha per le partite contro le Isole Faroer e la Lituania nelle qualificazioni per Euro 2008. Fa il suo esordio il 13 ottobre contro le Isole Faroer sostituendo Franck Ribéry al 64º andando anche a segno.
Viene scelto nei 30 preconvocati per Euro 2008, ma non viene confermato nella selezione finale. Subisce la stessa sorte anche per il mondiale Sud Africa 2010. Nel 2012 gioca diverse partite con la nazionale transalpina, ma poi non viene più convocato sino al novembre 2015, più di tre anni dopo, quando torna a rivestire la maglia della nazionale, scendendo in campo nelle due amichevoli contro Germania e Inghilterra.
Nonostante avesse disputato una buona stagione con il Nizza, non viene convocato per Euro 2016.

## Statistiche

### Presenze e reti nei club
Statistiche aggiornate al 4 aprile 2022.
| Stagione                   | Squadra                    | Campionato                 | Campionato | Campionato | Coppe nazionali | Coppe nazionali | Coppe nazionali | Coppe continentali | Coppe continentali | Coppe continentali | Altre coppe | Altre coppe | Altre coppe | Totale | Totale |
| Stagione                   | Squadra                    | Comp                       | Pres       | Reti       | Comp            | Pres            | Reti            | Comp               | Pres               | Reti               | Comp        | Pres        | Reti        | Pres   | Reti   |
| -------------------------- | -------------------------- | -------------------------- | ---------- | ---------- | --------------- | --------------- | --------------- | ------------------ | ------------------ | ------------------ | ----------- | ----------- | ----------- | ------ | ------ |
| 2004-2005                  | Olympique Lione            | L1                         | 9          | 0          | CF+CdL          | 1+0             | 1               | UCL                | 4                  | 0                  | SF          | 0           | 0           | 14     | 1      |
| 2005-2006                  | Olympique Lione            | L1                         | 12         | 0          | CF+CdL          | 2+0             | 1               | UCL                | 1                  | 0                  | SF          | 1           | 1           | 16     | 2      |
| 2006-2007                  | Olympique Lione            | L1                         | 13         | 1          | CF+CdL          | 4+0             | 0               | UCL                | 1                  | 0                  | SF          | 1           | 0           | 19     | 1      |
| 2007-2008                  | Olympique Lione            | L1                         | 30         | 6          | CF+CdL          | 1+3             | 0               | UCL                | 8                  | 2                  | SF          | 1           | 0           | 43     | 8      |
| Totale Olympique Lione     | Totale Olympique Lione     | Totale Olympique Lione     | 64         | 7          |                 | 11              | 2               |                    | 14                 | 2                  |             | 3           | 1           | 92     | 12     |
| 2008-2009                  | Olympique Marsiglia        | L1                         | 33         | 6          | CF+CdL          | 1+1             | 0               | UCL+CU             | 8+5                | 0+2                | -           | -           | -           | 48     | 8      |
| 2009-2010                  | Olympique Marsiglia        | L1                         | 29         | 3          | CF+CdL          | 1+4             | 1+0             | UCL+UEL            | 3+4                | 0+3                | -           | -           | -           | 41     | 7      |
| 2010-2011                  | Olympique Marsiglia        | L1                         | 0          | 0          | CF+CdL          | 0+0             | 0+0             | UCL+UEL            | 0+0                | 0+0                | SF          | 1           | 0           | 1      | 0      |
| Totale Olympique Marsiglia | Totale Olympique Marsiglia | Totale Olympique Marsiglia | 62         | 9          |                 | 7               | 1               |                    | 20                 | 5                  | -           | -           | -           | 91     | 15     |
| 2010-2011                  | Newcastle                  | PL                         | 5          | 1          | FACup+CdL       | 0               | 0               | -                  | -                  | -                  | -           | -           | -           | 5      | 1      |
| 2011-2012                  | Newcastle                  | PL                         | 26         | 5          | FACup+CdL       | 2+2             | 1+0             | -                  | -                  | -                  | -           | -           | -           | 30     | 6      |
| 2012-2013                  | Newcastle                  | PL                         | 19         | 4          | FACup+CdL       | 0               | 0               | UEL                | 3                  | 0                  | -           | -           | -           | 22     | 4      |
| 2013-2014                  | Newcastle                  | PL                         | 27         | 3          | FACup+CdL       | 1+2             | 0               | -                  | -                  | -                  | -           | -           | -           | 30     | 3      |
| Totale Newcastle           | Totale Newcastle           | Totale Newcastle           | 77         | 13         |                 | 7               | 1               |                    | 3                  | 0                  |             | -           | -           | 87     | 14     |
| 2014-2015                  | Hull City                  | PL                         | 8          | 0          | FACup+CdL       | 0+1             | 0               | UEL                | -                  | -                  | -           | -           | -           | 9      | 0      |
| 2015-2016                  | Nizza                      | L1                         | 34         | 17         | CF+CdL          | 1+2             | 1+0             | -                  | -                  | -                  | -           | -           | -           | 37     | 18     |
| 2016-2017                  | Paris Saint-Germain        | L1                         | 23         | 0          | CF+CdL          | 3+2             | 3+0             | UCL                | 3                  | 0                  | SF          | 1           | 1           | 32     | 4      |
| 2017-2018                  | Paris Saint-Germain        | L1                         | 0          | 0          | CF+CdL          | 0               | 0               | UCL                | 0                  | 0                  | SF          | 0           | 0           | 0      | 0      |
| Totale Paris Saint-Germain | Totale Paris Saint-Germain | Totale Paris Saint-Germain | 23         | 0          |                 | 5               | 3               |                    | 3                  | 0                  |             | 1           | 1           | 32     | 4      |
| 2018-2019                  | Rennes                     | L1                         | 26         | 7          | CF+CdL          | 4+2             | 0               | UEL                | 9                  | 2                  | -           | -           | -           | 41     | 9      |
| gen.-giu. 2020             | Real Valladolid            | PD                         | 5          | 0          | CR              | 0               | 0               | -                  | -                  | -                  | -           | -           | -           | 5      | 0      |
| 2020-2021                  | Bordeaux                   | L1                         | 24         | 2          | CF              | 1               | 0               | -                  | -                  | -                  | -           | -           | -           | 25     | 2      |
| gen-giu. 2022              | Lilla                      | L1                         | 7          | 0          | CF              | -               | -               | UCL                | 2                  | 0                  | -           | -           | -           | 9      | 0      |
| Totale carriera            | Totale carriera            | Totale carriera            | 330        | 55         |                 | 41              | 8               |                    | 51                 | 9                  |             | 5           | 2           | 427    | 74     |

### Cronologia presenze e reti in nazionale
| Cronologia completa delle presenze e delle reti in nazionale ― Francia | Cronologia completa delle presenze e delle reti in nazionale ― Francia | Cronologia completa delle presenze e delle reti in nazionale ― Francia | Cronologia completa delle presenze e delle reti in nazionale ― Francia | Cronologia completa delle presenze e delle reti in nazionale ― Francia | Cronologia completa delle presenze e delle reti in nazionale ― Francia | Cronologia completa delle presenze e delle reti in nazionale ― Francia | Cronologia completa delle presenze e delle reti in nazionale ― Francia |
| Data                                                                   | Città                                                                  | In casa                                                                | Risultato                                                              | Ospiti                                                                 | Competizione                                                           | Reti                                                                   | Note                                                                   |
| ---------------------------------------------------------------------- | ---------------------------------------------------------------------- | ---------------------------------------------------------------------- | ---------------------------------------------------------------------- | ---------------------------------------------------------------------- | ---------------------------------------------------------------------- | ---------------------------------------------------------------------- | ---------------------------------------------------------------------- |
| 13-10-2007                                                             | Tórshavn                                                               | Fær Øer                                                                | 0 – 6                                                                  | Francia                                                                | Qual. Euro 2008                                                        | 1                                                                      | 64’                                                                    |
| 17-10-2007                                                             | Nantes                                                                 | Francia                                                                | 2 – 0                                                                  | Lituania                                                               | Qual. Euro 2008                                                        | -                                                                      | 70’                                                                    |
| 16-11-2007                                                             | Saint-Denis                                                            | Francia                                                                | 2 – 2                                                                  | Marocco                                                                | Amichevole                                                             | -                                                                      | 75’                                                                    |
| 21-11-2007                                                             | Kiev                                                                   | Ucraina                                                                | 2 – 2                                                                  | Francia                                                                | Qual. Euro 2008                                                        | -                                                                      | 89’                                                                    |
| 6-2-2008                                                               | Malaga                                                                 | Spagna                                                                 | 1 – 0                                                                  | Francia                                                                | Amichevole                                                             | -                                                                      | 82’                                                                    |
| 27-5-2008                                                              | Grenoble                                                               | Francia                                                                | 2 – 0                                                                  | Ecuador                                                                | Amichevole                                                             | -                                                                      | 78’                                                                    |
| 14-10-2008                                                             | Saint-Denis                                                            | Francia                                                                | 3 – 1                                                                  | Tunisia                                                                | Amichevole                                                             | -                                                                      | 46’                                                                    |
| 11-8-2010                                                              | Oslo                                                                   | Norvegia                                                               | 2 – 1                                                                  | Francia                                                                | Amichevole                                                             | 1                                                                      | 46’                                                                    |
| 27-5-2012                                                              | Valenciennes                                                           | Francia                                                                | 3 – 2                                                                  | Islanda                                                                | Amichevole                                                             | -                                                                      | 59’                                                                    |
| 31-5-2012                                                              | Reims                                                                  | Francia                                                                | 2 – 0                                                                  | Serbia                                                                 | Amichevole                                                             | -                                                                      | 76’                                                                    |
| 5-6-2012                                                               | Le Mans                                                                | Francia                                                                | 4 – 0                                                                  | Estonia                                                                | Amichevole                                                             | -                                                                      | 73’                                                                    |
| 11-6-2012                                                              | Donec'k                                                                | Francia                                                                | 1 – 1                                                                  | Inghilterra                                                            | Euro 2012 - 1º turno                                                   | -                                                                      | 84’                                                                    |
| 19-6-2012                                                              | Kiev                                                                   | Svezia                                                                 | 2 – 0                                                                  | Francia                                                                | Euro 2012 - 1º turno                                                   | -                                                                      | 59’                                                                    |
| 13-11-2015                                                             | Saint-Denis                                                            | Francia                                                                | 2 – 0                                                                  | Germania                                                               | Amichevole                                                             | -                                                                      | 80’                                                                    |
| 17-11-2015                                                             | Londra                                                                 | Inghilterra                                                            | 2 – 0                                                                  | Francia                                                                | Amichevole                                                             | -                                                                      | 46’                                                                    |
| Totale                                                                 |                                                                        | Presenze                                                               | 15                                                                     |                                                                        | Reti                                                                   | 2                                                                      |                                                                        |

## Palmarès

### Club
- Campionato francese: 6

Lione: 2004-2005, 2005-2006, 2006-2007, 2007-2008
Olympique Marsiglia: 2009-2010
Paris-Saint Germain: 2017-2018
- Coppa di Francia: 3

Lione: 2007-2008
Paris Saint-Germain: 2016-2017
Rennes: 2018-2019
- Supercoppa francese: 5

Lione: 2005, 2006, 2007
Olympique Marsiglia: 2010
Paris Saint-Germain: 2016
- Coppa di Lega francese: 2

Olympique Marsiglia: 2009-2010
Paris Saint-Germain: 2016-2017

### Nazionale
- Campionato d'Europa Under-17: 1

Francia 2004

### Individuale
- Capocannoniere del Campionato europeo under-17: 1

Francia 2004 (4 gol, assieme a Bruno Gama, Shane Paul e Marc Pedraza)